# Robleh Ali Adou
Robleh Ali Adou (17 juni 1964) is een Djiboutiaans voormalig windsurfer.

## Resultaten
| Jaar | Plaats    | Resultaten      |
| ---- | --------- | --------------- |
| 1988 | Seoel     | 40e Division II |
| 1992 | Barcelona | 39e Lechner     |
| 1996 | Atlanta   | 46e Mistral     |